# Gerry Armstrong
Gerry Armstrong, all'anagrafe Gerard Joseph Armstrong (Fintona, 23 maggio 1954), è un allenatore di calcio ed ex calciatore nordirlandese.

## Carriera
Ha militato in vari club inglesi come Tottenham, Watford e West Bromwich, oltre ad un'esperienza spagnola con il Maiorca.
In nazionale ha giocato 63 partite segnando 12 reti, partecipando alle fasi finali del Campionato mondiale di calcio 1982 (nel quale realizzò tre reti classificandosi quinto ex aequo nella classifica marcatori) e del Campionato mondiale di calcio 1986.

## Palmarès
- Isthmian League Division 2: 1

Worthing: 1992-1993